# Лига Европа 2026/27
Лига Европа 2026/27 е 56-ото издание на втория по сила турнир в Европа и 18-ото издание откакто е преименуван от Купа на УЕФА на Лига Европа. Финалът на турнира ще се играе на 26 май 2027 г. на Валдщадион във Франкфурт на Майн (Германия). Това е третият сезон, който се провежда в новия разширен формат на Лига Европа с 36 отбора в шампионатната фаза, играещи в осем кръга. Победителят в турнира се класира за следващото издание на Шампионската лига и за Суперкупата на УЕФА.

## Квалификационна фаза

### Първи квалификационен кръг
В първия квалификационен кръг участват 18 носители на националите купи на своите страни. Отпадналите от този кръг отбори ще участват във втория квалификационен кръг на Лига на конференциите 2026/27.
Класирали се отбори
- Купа
- Купа
- Купа
- Купа
- Купа
- Купа
- Купа
- Купа
- Купа
- Купа
- Купа
- Купа
- Купа
- Купа
- Купа
- Купа
- Купа
- Купа

### Втори квалификационен кръг
Във втория квалификационен кръг се състезават девет победителя от първия квалификационен кръг заедно със седем отбора от първенства, чиито коефициент дава право на участие на два отбора в Лига Европа.
Класирали се отбори
- Четвърти
- Трети
- Трети
- Трети
- Трети
- Трети
- Трети
- 9 победителя от първия квалификационен кръг

### Трети квалификационен кръг
Третият квалификационен кръг се дели на два потока – шампионски и основен. В този кръг се включват отпадналите отбори от втория квалификационен кръг на Шампионска лига 2026/27, както и три носители на национални купи в основния поток. Отпадналите от този кръг отбори ще участват в плейофите на Лига на конференциите 2026/27.
Класирали се отбори
Шампионски поток
- 12 отпаднали шампиона от втория квалификационен кръг на Шампионска лига 2026/27 (шампионски поток)

Основен поток
- Купа
- Купа
- Купа
- 3 отпаднали от втория квалификационен кръг на Шампионска лига 2025/26 (шампионатен поток)
- 8 победителя от втория квалификационен кръг

### Плейоф
В плейофите се включват пет нови отбора, както и отпадналите шампиони от третия квалификационен кръг на Шампионска лига 2026/27. Отпадналите от този кръг отбори ще участват в шампионатната фаза на Лига на конференциите 2026/27.
Класирали се отбори
- Купа
- Купа
- Купа
- Купа
- Купа
- 6 победителя от третия квалификационен кръг (шампионски поток)
- 7 победителя от третия квалификационен кръг (основен поток)
- 6 отпаднали от третия квалификационен кръг на Шампионска лига 2026/27 (шампионски поток)

## Шампионатна фаза
Жребият ще се проведе в Нион (Швейцария) през август 2026 г. Отборите са разделени в четири урни в зависимост от коефициентите им в ранглистата на УЕФА. В настоящия формат 36-те отбора ще се състезават в една обща група. Всеки отбор ще изиграе общо осем срещи (четири като домакин и четири като гост), като отбори от една държава не могат да играят помежду си. Жребият определя срещу кои отбори всеки клуб ще играе, като целта е всеки отбор да играе по равно количество срещи срещу отбори от всяка урна.Първите осем отбора се класират за осминафиналите, докато следващите 16 отбора ще играят в плейофите на фазата на директните елиминации. Последните 12 отбора отпадат от надпреварата.
Класирали се отбори
- Носител на Лига на конференциите 2025/26
- Купа
- Пети
- Купа
- Пети
- Купа
- Пети
- Купа
- Пети
- Купа
- Пети
- Купа
- Купа
- 12 победителя от плейофите
- 7 отпаднали от плейофите на Шампионска лига 2026/27
- 4 отпаднали от третия квалификационен кръг на Шампионска лига 2026/27 (шампионатен поток)